# Villanueva de los Infantes (Kasztília és León)
Villanueva de los Infantes község Spanyolországban, Valladolid tartományban. Villanueva de los Infantes Olmos de Esgueva, San Martín de Valvení, Piña de Esgueva és Villavaquerín községekkel határos. Lakosainak száma 112 fő (2024). Valladolid városától 21 kilométerre fekszik.

## Népesség
A település népessége az utóbbi években az alábbiak szerint változott:
| Lakosok száma | 144  | 140  | 131  | 122  | 118  | 114  | 111  | 102  | 102  | 112  |
|               | 2001 | 2004 | 2007 | 2009 | 2012 | 2014 | 2017 | 2019 | 2022 | 2024 |